# Alphonse Moillet
Alphonse Moillet est un voyageur et collectionneur d'art français, né à Lille le 25 juin 1812,. Il a rapporté de ses voyages et assemblé par ses achats une importante collection de pièces ethnographiques actuellement gérées par le Musée d'histoire naturelle de Lille.

## Biographie
Alphonse Moillet est un propriétaire terrien vivant de ses rentes, il effectue plusieurs voyages qui lui permettent de collecter des objets venant d'Europe, d'Afrique et des Amériques. Des achats effectués en fréquentant les ports, auprès de marins de retour de voyages exotiques, lui donnent l'occasion de rassembler des objets provenant d'Océanie.

## Collection et donation
À la mort d'Alphonse Moillet à Lille le 2 janvier 1850, sa famille fait don de la collection à la ville de Lille, comme il l'avait toujours souhaité, sous réserve que « ladite collection soit toujours conservée dans son intégralité ; qu’elle ne soit pas démembrée et il n'en soit rien retranché sous aucun prétexte ».

## Les musées d'ethnographie lillois
Les pièces ethnographiques proviennent de divers collecteurs, le principal donateur étant Alphonse Moillet, aux côtés de Charles Phalempin pour la Mélanésie ou encore le Général Faidherbe pour l'Afrique.
Les objets ont d’abord été présentés dans une salle de l’ancien Hôtel de Ville (Palais Rihour), le Musée ethnographique Alphonse Moillet .
En 1888, à la suite d'un incendie, le Musée d'Ethnographie Lillois dut transférer et stocker sa collection dans les réserves du Palais des Beaux-Arts de Lille.
Puis en 1990, l'impressionnante collection d'objets ethnographiques, originaire du Musée d'Ethnographie Lillois, fut confiée (par décision municipale) au Musée d'Histoire Naturelle et d'Ethnographie.
Actuellement, la collection d’ethnographie du Musée d’histoire naturelle est constituée d’objets de la vie quotidienne ou religieuse, d’armes, de bijoux, de parures, provenant de tous les continents extra-européens. Elle est intégralement conservée en réserves et n’est montrée que lors des expositions temporaires.
Le fonds comporte notamment plusieurs armes forgées très particulières des Fangs .

## Postérité
Un Portrait d'Alphonse Moillet peint en 1853 par Oscar de Haes (1822-1902) est exposé au Palais des Beaux-Arts de Lille,.